# پر برینچ هنسن
پر برینچ هنسن (انگلیسی: Per Brinch Hansen؛ ۱۳ نوامبر ۱۹۳۸ – ۳۱ ژوئیهٔ ۲۰۰۷) دانشمند رایانه دانمارکی-آمریکایی بود که به دلیل کارش در سیستم عامل‌ها، رایانش همزمان، برنامه‌نویسی رایانه‌ای، رایانش موازی و رایانش توزیع‌شده شهرت داشت. وی عضو پیوسته انجمن مهندسی برق و الکترونیک است.